# René Emilio Ponce
René Emilio Ponce (Sensuntepeque, 27 aprile 1947 – San Salvador, 2 maggio 2011) è stato un generale salvadoregno, durante la Guerra civile di El Salvador, ministro della difesa di El Salvador dal 1990 al 1993.

## Biografia
Ponce era un membro de "La Tandona", la classe del 1966 alla scuola militare "Capitano Generale Gerardo Barrios". Come capo dello stato maggiore congiunto venne collegato, secondo un rapporto pubblicato da una commissione per la verità, al massacro dei gesuiti avvenuto in El Salvador nel 1989, nonostante nessuna autorità giudiziaria abbia preso una decisione per considerarlo colpevole.
È di valore una nota degli accordi di pace del 1992, che conclusero il conflitto armato in El Salvador, esplicitamente privata, di un rapporto della commissione di verità, che non contiene alcuna evidenza per un processo.
Ponce è morto il 2 maggio 2011 in un ospedale militare di El Salvador, a causa di complicazioni dovute ad un Aneurisma aortico. La firma di Ponce può essere vista alla fine di un documento contenente gli accordi di pace del 1992, che posero fine alla Guerra civile di El Salvador.